# ロバート・シーマンズ・ジュニア
ロバート・シーマンズ・ジュニア(Robert Seamans Jr.、1918年10月30日-2008年6月28日)は、マサチューセッツ工科大学の教授で、第2代アメリカ航空宇宙局 (NASA) 副長官、第9代アメリカ合衆国空軍長官を務めた。

## 生い立ちと教育
マサチューセッツ州セイラムで、ポーリーンとロバートの間に生まれた。高祖父は、発明家のオーティス・タフツであった。マサチューセッツ州レノックスのLenox schoolに通い、1939年か1940年にハーバード大学で工学の学士号、1942年にマサチューセッツ工科大学で航空工学の修士号、1951年に同大学で計装の理学博士号を取った。さらに、1962年にロリンズ・カレッジ、1967年にニューヨーク大学から名誉理学博士号、1971年にノリッジ大学、1974年にノートルダム大学、同年にレンセラー工科大学から名誉工学博士号を授与された。

## 初期のキャリア

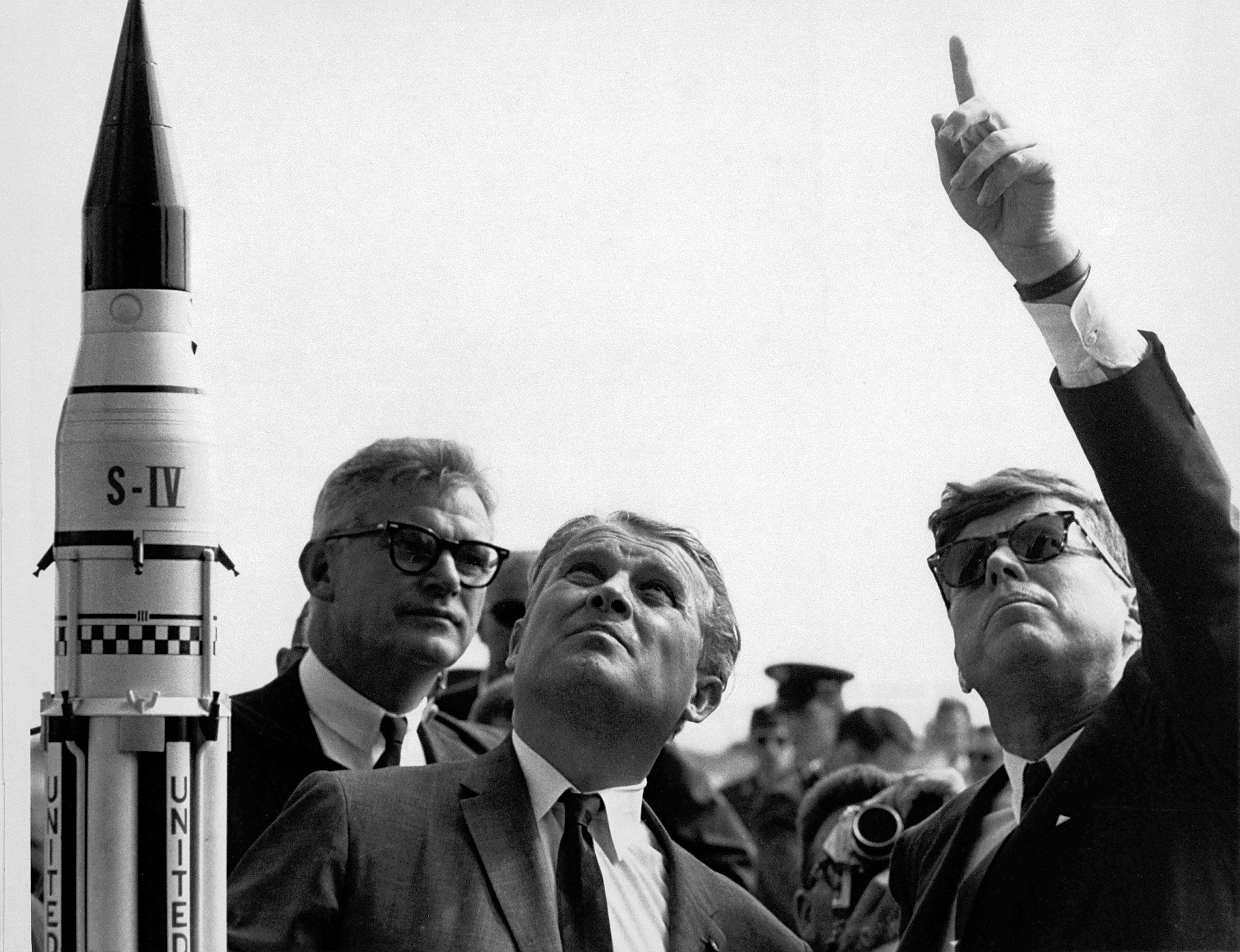
1963年、ケープカナベラルで、ヴェルナー・フォン・ブラウン、大統領のジョン・F・ケネディと

1941年から1950年まで、マサチューセッツ工科大学で教育及び研究を行っており、ここで航空機やミサイルの計装や制御も含め、航空工学の問題について研究を行った。大学では、1941年から1945年に講師、1945年から1950年に助教、1959年から1955年に准教授を務めた。
1955年に空中輸送システム研究所のマネージャー、空中輸送システム部門のチーフシステムエンジニアとしてRCAに入社した。1958年には、RCAのミサイル電子機器及び制御部門のチーフエンジニアとなった。

## NASAでのキャリア

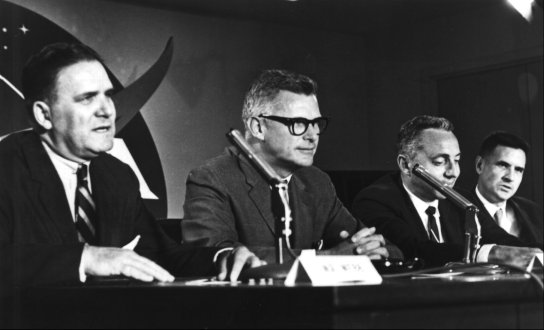
1966年、マーシャル宇宙飛行センターで行われたジェミニ12号の飛行後の会議で

1948年から1958年まで、シーマンズは、アメリカ航空宇宙局(NASA)の前身であるアメリカ航空諮問委員会(NACA)の技術委員会にも務めた。1957年から1959年まで、アメリカ空軍の科学諮問委員会のコンサルタントを務め、1959年から1962年まで諮問委員会のメンバー、1962年から1967年までアソシエートアドバイザーを務めた。1966年から1969年には、北大西洋条約機構の航空宇宙研究開発諮問委員会(AGARD)の国家代表を務めた。
1960年、シーマンズはAssociate Administratorとして、NASAに入局した。1965年には副長官となり、Associate Administratorとしての総括的な管理責任を継続しながら、長官の代理としての職務も務めた。この期間に、国防総省と連携して研究やプログラムを行い、Astronautics Coordinating Boardの共同議長を務めた。このような連携から、NASAは国防総省の軍事的な開発や技術に対するニーズを継続的に認識することになり、彼は、国家セキュリティに応用されるNASAの活動に対して助言できるようになった。

## NASA以降のキャリア
1968年1月にマサチューセッツ工科大学の客員教授となるためNASAを辞めた。この期間に、NASA長官のコンサルタントも務めた。
1973年5月から翌年12月まで、全米工学アカデミーの会長も務め、退任後、新設のエネルギー研究開発局長官となった。1977年にマサチューセッツ工科大学に戻り、翌年、工学部長となった。1981年、エアロスペース・コーポレーションの評議員会議長に選出された。

## 空軍長官

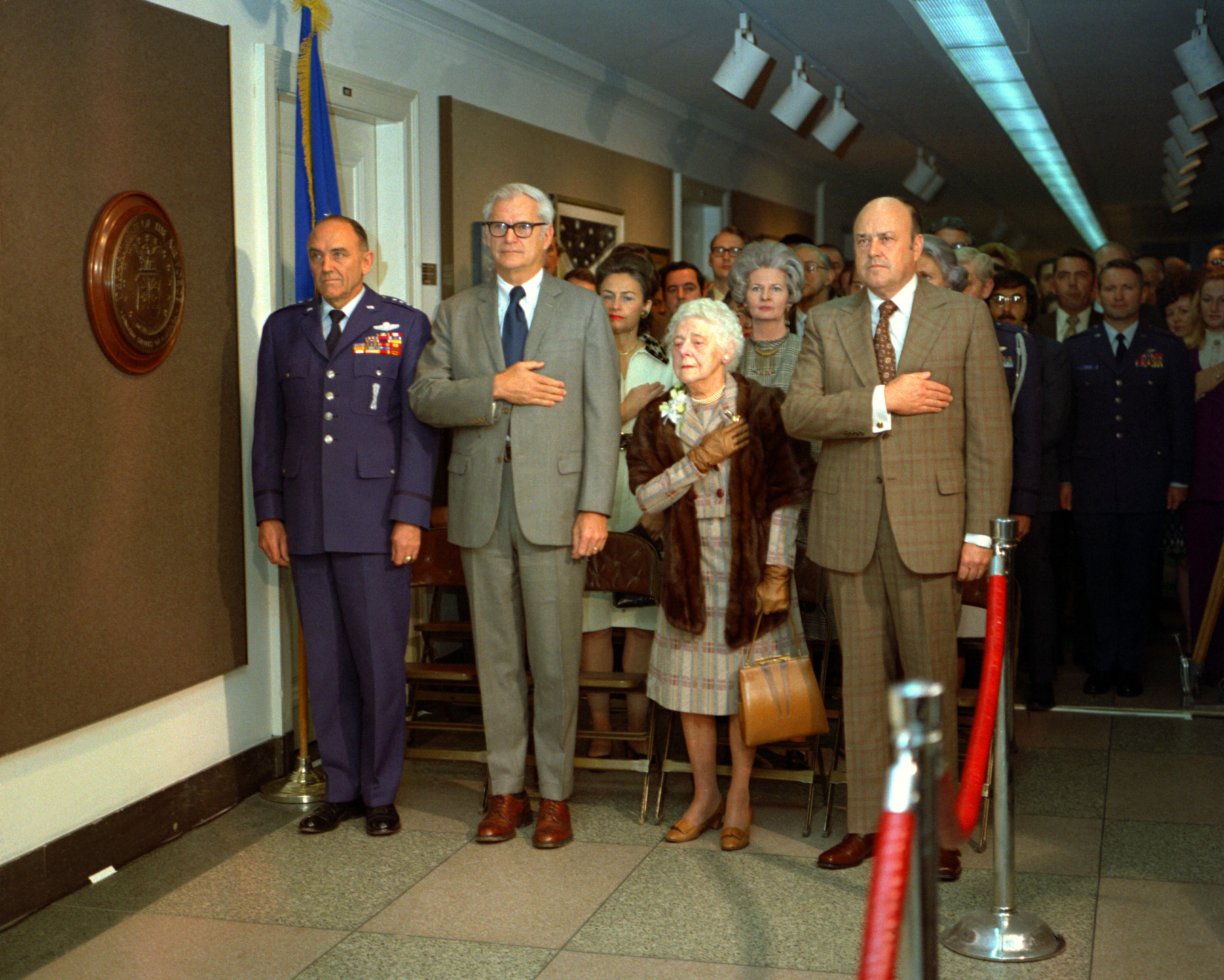
アメリカ空軍参謀総長ジョン・デイル・ライアン、アメリカ合衆国国防長官メルヴィン・レアードと、ペンタゴンのセレモニーで

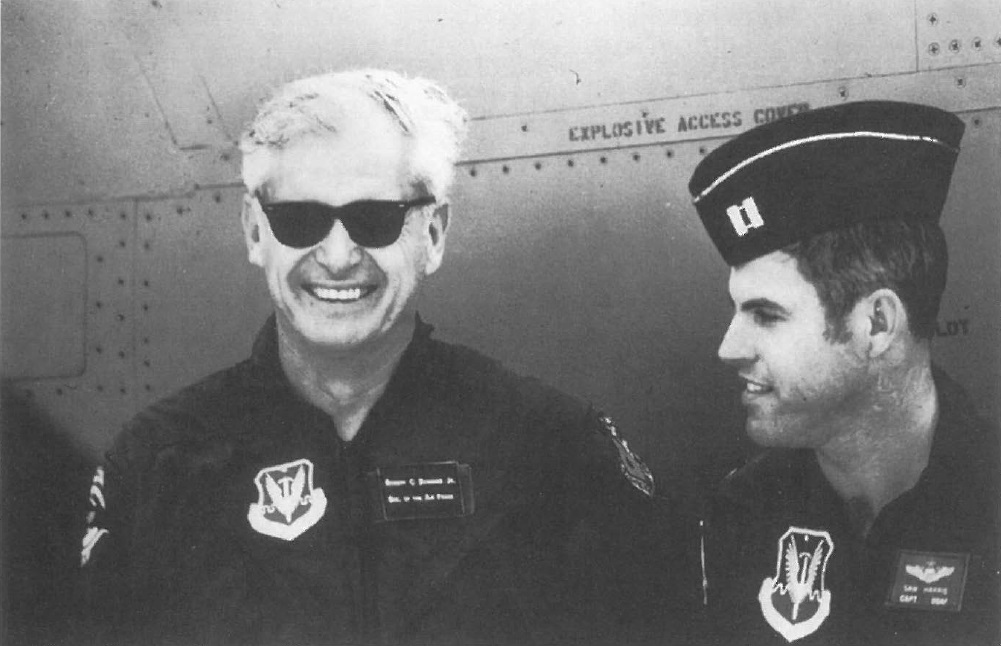
F-111の試験飛行で

1969年、リチャード・ニクソン大統領から、アメリカ合衆国空軍長官に指名された。彼は4年間の任期で、いくつかの大きな貢献をした。彼は、資金の削減に関わらず、空軍が将来の未知の脅威に備えるため、航空機技術を近代化する必要性があることを認識していた。財政効率の高い部隊の近代化という要請を満たすために、彼は技術研究を用いて革新的な計画を実行し、広範な開発オプションを提供した。このようにして、空軍は、予測不可能な将来の脅威に対応するために選択可能な複数のオプションを持っていた。この計画で設計されたプロトタイプは、1980年代まで利用され続けた。
シーマンズは、当初、2年間の予定で指名を受けたが、アメリカ合衆国が東南アジアでの軍事活動を終了する条件で、さらに2年間延長することを申し出た。ジョン・マクルーカスに交代する1973年5月15日まで、空軍長官を務めた。

## 私生活
1943年6月13日にマサチューセッツ州のビバリー・ファームズでユージェニア・メリル(Eugenia Merrili)と結婚し、3人の息子（ロバート3世、ジョセフ、ダニエル）と2人の娘（キャサリン・パデュロとメイ・バルドウィン）を設けた。11人の孫もいる。
2008年6月28日、ビバリーにおいて89歳で死去した。

## その他
- 2001年、シー教育協会が所有する海洋調査用ブリガンティンが、前議長である彼の名前に因んで「ロバート・C・シーマンズ」と名づけられた[4]。
- 1998年、HBOのミニシリーズ『フロム・ジ・アース/人類、月に立つ』では、ダン・フロレクが彼の役を演じている。
- 彼の最後のテレビインタビューは、ディスカバリーチャンネルのMoon Machneの中で、アポロ計画の誘導と航法に関するもので、2007年秋に収録され、死去の直後である2008年夏に初放映された。